# Lotorp
 Ikke at forveksle med Lottorp og Löttorp.
Lotorp er et byområde i Finspångs kommun i Östergötland i Sverige, langs med vejen mellem Finspång og Vingåker.

## Historie
Lotorps jernværk blev grundlagt i 1635 af Gillis de Flon. Værket blev nedlagt i 1916, og størstedelen af skoven og de øvrige marker tilhørende værket blev overtaget af Fiskeby fabriks AB, som for en tid fortsatte med at drive Yxvikens savværk nord for Lotorp.

## Forbindelser
Lotorp trafikeres af Östgötatrafikens buslinje 417.